# Mohamed Chafik
Mohamed Chafik (en amazigh : ⵎⵓⵃⵎⵎⴰⴷ ⵛⴰⴼⵉⵇ, et en arabe: محمد شفيق) est un homme de lettres et intellectuel berbère marocain né le 17 septembre 1926 à Bir Tam-Tam, Aït Sadden (Province de Séfrou). Membre de l’Académie du royaume du Maroc, ancien haut fonctionnaire au Ministère de l'éducation nationale, ancien secrétaire d'État, ancien directeur du collège Royal  ancien recteur de l'Institut royal de la culture amazighe (IRCAM) et spécialiste de la langue et de la littérature arabe et berbère, Mohamed Chafik est l'une des grandes personnalités du mouvement culturel amazighe.
Refusant de lier les revendications berbères et celles politiques, et préférant la lutte intellectuelle, sa position lui a permis d'obtenir une certaine audience tant dans les milieux militants berbéristes que parmi la classe dirigeante. Il a ainsi tenté d'œuvrer à la reconnaissance de la « spécificité berbère » de l'identité marocaine – identité défendue dans sa diversité.

## Biographie
Mohamed Chafik est né le 17 septembre 1926 dans le village berbère d'Aït Sadden près de Sefrou, dans la région de Fès au Maroc. Après avoir accompli ses études primaires à l'école française du village, il entre au fameux Collège d'Azrou (qui deviendra à l'indépendance lycée Tarik Ibn Ziad), haut lieu de formation de l'élite militaire berbère de l’époque. Il y fait la rencontre d'Ahmed Zemmouri, patriote nationaliste marocain, qui exerce à l'époque sur lui une grande influence. Il décroche ensuite son brevet, mais là où la carrière militaire est le débouché traditionnel de tous ceux qui sortent du collège berbère d’Azrou, il préfère le civil et intègre le réputé Collège Moulay Youssef à Rabat. 
Il est parmi les organisateurs des grèves estudiantines en soutien au Manifeste de l'Indépendance de 1944 par lequel, pour la première fois, le parti de l'Istiqlal (« Indépendance ») exige l'indépendance du pays. Il est alors arrêté et placé en garde à vue pendant plusieurs jours, ce qui lui vaut d'être exclu de son prestigieux collège et interdit de poursuivre ses études et d'exercer dans la fonction publique. Il contourne le blocage en prenant des cours par correspondance avec une amicale d'étudiants algériens d'Alger, et prend contact avec son ancien directeur du collège d'Azrou, inspecteur de l’enseignement, qui lui donne un poste d'instituteur remplaçant malgré l'interdiction — interdiction qui est alors annulée. Après quelques années d'enseignement de français et d'arabe (1947-1955), il est diplômé en langue arabe, obtient un certificat en langue amazighe (« berbère »), une licence en histoire à la faculté de lettres de l'Institut des Hautes Études Marocaines de Rabat et un diplôme professionnel en inspection pédagogique. 
Il entame par la suite une carrière dans l'administration en tant qu'inspecteur scolaire. Il continue ainsi jusqu'à devenir, en 1967, l'inspecteur principal au ministère de l’éducation nationale. Entre 1970 et 1972, il est sous-secrétaire d'État à l'enseignement secondaire, technique et supérieur. En 1972, il devient secrétaire d'État auprès du Premier Ministre et ensuite chargé de mission au Cabinet royal (1972-1976), puis directeur du Collège royal où Mohamed VI (1976), l'actuel roi du Maroc, faisait ses études (1976-1982) et enfin il est nommé en 1980 par le roi Hassan II membre de l'Académie du royaume du Maroc. Lors de la mise sur place de l'Institut royal de la culture amazighe (IRCAM), le 17 octobre 2001, Mohamed VI l'en nomme recteur — poste qu'il conserve jusqu’en novembre 2003. Il est également membre du Conseil consultatif des droits de l’Homme (CCDH) au Maroc. Mohamed Chafik reçoit en 2002 le prix hollandais du Prince Claus pour l'ensemble de son œuvre et sa lutte pour la cause berbère.

## Publications
- Pensées sous-développées, 1972, Librairie-papeterie des écoles, Rabat.
- Ce que dit le muezzin, 1974, Librairie-papeterie des écoles, Rabat.
- Aperçu sur trente-trois siècles d’histoire des Amazighs, 1989, Alkalam, Mohammedia.
- المعجم العربيّ الأمازيغيّ [al-Muʿjam al-ʿArabi al-Amazighi = Dictionnaire arabe-amazighe], tome 1 (1990), tome 2 (1996), tome 3 (1999), أكاديمية المملكة المغربية [Akadimiyat al-Mamlakah al-Maghribiyah = Académie royale du Maroc].
- Quarante-quatre leçons en langue amazighe, 1991, Édition arabo-africaine, Rabat.
- Le dialecte marocain : un domaine de contact entre l’amazighe et l’arabe, 1999, publication de l’Académie marocaine, Rabat.
- La langue tamazight et sa structure linguistique, 2000, Le Fennec, Rabat.
- Pour un Maghreb d’abord maghrébin, 2000, Centre Tarik Ibn Zyad, Rabat  (ISBN 9954-0-1662-7).

### Travaux de recherche
- « Les relations entre les langues arabe et tamazight », La recherche scientifique, no 25, juin 1976, Institut universitaire pour la recherche scientifique, Rabat.
- « Déduction de l’amazighe éloquente de l’amazighe vernaculaire », Association de l’Université d’été Agadir, 1982, in La culture populaire, l’unité dans la diversité, Imprimerie Fdala, Mohammedia.
- « Le génie de la langue amazighe », in La culture populaire entre le local et le national, publication de l’Association d’université d’été d’Agadir, Okad, 1988, Rabat.
- « La poésie amazighe et la résistance armée au Moyen et au Haut Atlas entre 1912-1934 », Alakadimiyya, no 4, novembre 1987.
- « Une lettre à mon ami en Islam », Tifawt, no 6, novembre 1995.
- « Le substrat berbère de la culture maghrébine », Französish Heute, juin 1984[7].
- « Éléments lexicaux berbères pouvant apporter un éclairage dans la recherche sur les origines préhistoriques des pyramides », Tifinagh, no 11-12, août 1997.
- « Existe-t-elle une langue amazighe classique », Inghmisn n usinag, Institut royal de la culture amazighe, mars 2004.
- « Le vécu individuel d’une appartenance identitaire pluridimensionnelle », Mouqaddimat, no 29-30, printemps 2004.

### Articles
- « L’amazighe et la question culturelle au Maroc », Afaq, no 1, janvier 1992.
- « Le Maroc a sa propre identité », Tifawt, no 5, avril 1995.
- « Premiers éléments pour une charte nationale de patriotisme », Tifawt, no 7, janvier 1996.
- « C’était à Timahdit », Tifawt, no 5, mars 1995.
- « Lettre ouverte à moi-même, au Marocain multiple que je suis », Tifawt, no 9, 1er trimestre 1997.
- « Repus sont les loups. Qu’au moins ils digèrent mal ! », Tifawt, no 11, hiver 1998.
- « Quel avenir pour le berbère ? », Tifawt, no 8, printemps 1998.
- « Grand-père, dis-moi la patrie. », Tifawt, no 4, novembre 1994.
- « L’amazighité et le véritable nationalisme », Tamunt, Amrec, no 1, janvier 1994.
- « À Madame Marie-France de Paris, Europe des Quinze, Bruxelles », Tifawt, no 6, novembre 1995.
- « Faisons le bilan : le deuxième du siècle », Le Journal, 24 avril 1999.
- « Et si l’on décolonisait l’Afrique du Nord pour du bon ! » Le monde amazighe, no 53, novembre 2004.
- « Les berbères, leur contribution à l’élaboration des cultures méditerranéennes », Le monde amazighe, no 67, décembre 2005

### Discours
- L’identité amazighe, discours prononcé à l’occasion de son entrée à l’Académie du royaume du Maroc le 25 novembre 1980.
- Spécificité de la culture marocaine, discours préparé pour la première conférence nationale sur la culture marocaine tenue à Taroudant le 6 juin 1986.
- La nécessité de l’ouverture culturelle, discours préparé pour les travaux de conseil national pour la culture tenu le 18 janvier 1993 à Rabat.
- La préparation d’un dictionnaire réservé à la langue amazighe, discours prononcé lors des journées de la culture amazighe organisées le 16 novembre 1990 par l’Association marocaine pour la recherche et l’échange culturel à Rabat.
- Autour du dictionnaire amazighe, deuxième discours prononcé lors des journées de la culture amazighe organisées le 16 novembre 1990 par l’Association marocaine pour la recherche et l’échange culturel à Rabat.
- Discours d’inauguration de la première session du conseil d’administration de l’Ircam, Inghmisn n usinag, no 1, mai 2003.

### Rapports
- Rapport sur la nécessité de la promotion de la langue amazighe et son enseignement à l’ensemble des Marocains, avril 1978.
- Manifeste pour la reconnaissance officielle de l’amazighité du Maroc, Rabat, mars 2000[8].